# Казе Пелингели (Парма)
Казе Пелингели је насеље у Италији у округу Парма, региону Емилија-Ромања.
Према процени из 2011. у насељу је живело 22 становника. Насеље се налази на надморској висини од 553 м.